# Прімера (хокей) 2017—2018
Прімера 2017—2018 — 46-й розіграш чемпіонату Прімери. Чемпіонат стартував 16 вересня 2017, а фінішував фінальною серією плей-оф 25 березня 2017. У сезоні 2017—18 брали участь п'ять клубів. Свій одинадцятий титул чемпіона здобув клуб «Чурі Урдін».

## Регулярний сезон
| М  | Команда         | І  | В  | ВО | ПО | П  | Ш     | О  |
| -- | --------------- | -- | -- | -- | -- | -- | ----- | -- |
| 1. | «Чурі Урдін»    | 16 | 13 | 0  | 0  | 3  | 81:39 | 39 |
| 2. | «Хака»          | 16 | 9  | 1  | 2  | 4  | 64:56 | 31 |
| 3. | «Барселона»     | 16 | 7  | 2  | 0  | 7  | 62:60 | 25 |
| 4. | ХК «Махадаонда» | 16 | 4  | 2  | 1  | 9  | 48:59 | 17 |
| 5. | «Пучсарда»      | 16 | 2  | 0  | 2  | 12 | 47:88 | 8  |

Джерело: fedhielo

Скорочення: М = підсумкове місце, І = ігри, В = перемоги, ВО = перемога в овертаймі або по булітах, ПО = поразки в овертаймі або по булітах, П = поразки, Ш = закинуті та пропущені шайби, О = набрані очки

## Плей-оф

### Півфінали
- «Хака» — «Барселона» — 2:0 (4:2, 12:3)
- «Чурі Урдін» — ХК «Махадаонда» — 2:0 (8:3, 4:0)

### Фінал
| «Чурі Урдін» – «Хака» | «Чурі Урдін» – «Хака» | «Чурі Урдін» – «Хака» |
| --------------------- | --------------------- | --------------------- |
| 17 березня 2018       | «Чурі Урдін» – «Хака» | 4:3 (2:2, 2:1, 0:0)   |
| 24 березня 2018       | «Хака» – «Чурі Урдін» | 1:7 (0:2, 0:4, 1:1)   |
| 25 березня 2018       | «Хака» – «Чурі Урдін» | 2:7 (1:3, 1:3, 0:1)   |
| Серія: 3:0            |                       |                       |